# Distribuzione Linux

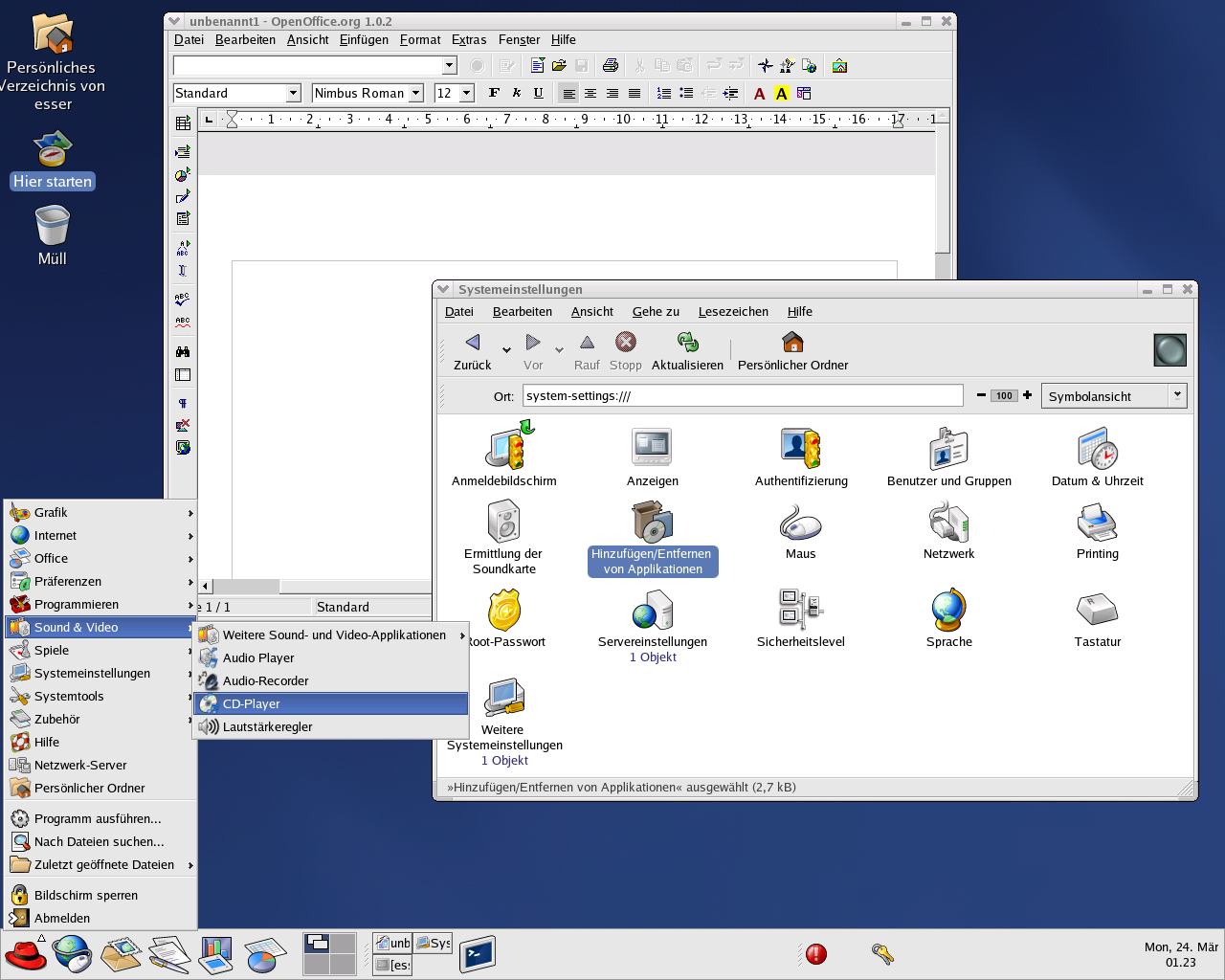
Red Hat Linux, una delle più famose e importanti distribuzioni Linux

Una distribuzione Linux (anche distribuzione GNU/Linux ove includa elementi GNU, gergalmente detta distro), in informatica, è una distribuzione software di un sistema operativo realizzato a partire dal kernel Linux, un sistema di base GNU e solitamente anche diversi altri applicativi (talvolta anch'essi parte di GNU). Tali distribuzioni appartengono quindi alla sottofamiglia dei sistemi operativi GNU e, più in generale, alla famiglia dei sistemi Unix-like, perché ispirati a Unix e in certa misura compatibili con esso.

## Storia

Linea temporale che mostra lo sviluppo delle varie distribuzioni Linux.

Prima della comparsa delle distribuzioni, chiunque avesse voluto far uso di Linux doveva necessariamente essere un esperto dei dettagli di Unix, necessitando pertanto della conoscenza non solo di quali librerie ed eseguibili fossero necessari per far partire e funzionare correttamente il sistema, ma anche di alcuni importanti dettagli riguardanti la configurazione ed il posizionamento dei file nel sistema stesso.
Le distribuzioni apparvero poco tempo dopo che il kernel Linux iniziò ad essere utilizzato da persone al di fuori del team originale di sviluppatori Linux. Questi ultimi infatti erano più interessati a sviluppare il sistema operativo piuttosto che programmi applicativi, interfacce utente e comode pacchettizzazioni.
Le prime distribuzioni furono:
- Il Boot-root: una coppia di immagini per floppy disk distribuita da H. J. Lu. La prima, avviabile, conteneva il kernel, mentre la seconda forniva un set minimo di strumenti, provenienti dal progetto GNU, che permetteva di creare un filesystem e avere così un sistema operativo di base funzionante;
- MCC Interim Linux, distribuzione sviluppata dal Manchester Computing Centre dell'Università di Manchester nel febbraio 1992 e resa disponibile per il download pubblico dal server FTP sin dal novembre 1991;[2]
- TAMU, creata da alcuni sviluppatori indipendenti della Texas A&M University più o meno nello stesso periodo;
- Softlanding Linux System (SLS), creata da Peter MacDonald nell'agosto 1992;
- Slackware, inizialmente un fork della già citata SLS, creata da Patrick Volkerding nel 1993. È la distribuzione più anziana ancora attivamente sviluppata;
- Yggdrasil Linux, sviluppata dalla Yggdrasil, fu la prima distribuzione Plug-and-Play, ovvero in grado di configurarsi in base all'hardware rilevato.

Le distribuzioni Linux si proposero come un'alternativa ai sistemi operativi MS-DOS e Microsoft Windows per i PC IBM, al sistema Mac OS per i computer Apple Macintosh, ed a altre versioni proprietarie di Unix. Molti dei primi utenti erano già abituati a Unix per motivi di lavoro o studio. Questi passarono a Linux per la stabilità, il basso (o spesso nullo) costo, e grazie all'inclusione del codice sorgente di tutto o quasi il software incluso. Le distribuzioni erano originariamente solo una questione di convenienza, ma oggi sono diventate il riferimento principale anche per i guru di Unix e Linux. Al momento, Linux è più popolare nel mercato dei server, soprattutto per i server Web e database (vedi anche LAMP), piuttosto che nel mercato dei computer da scrivania.
Attualmente diverse società come Red Hat, Novell (per SUSE), Mandriva e Canonical Ltd (per Ubuntu), e progetti di comunità come Debian, Slackware e Gentoo, assemblano e testano le varie componenti software rilasciando distribuzioni personalizzate e variegate, per la maggior parte gratuite. Ci sono in questo momento più di 300 progetti di distribuzioni Linux in attivo sviluppo, revisione e miglioramento che si differenziano per scelte progettuali, come i vari software di mantenimento del sistema per l'installazione, la rimozione e la configurazione del software.

## Descrizione

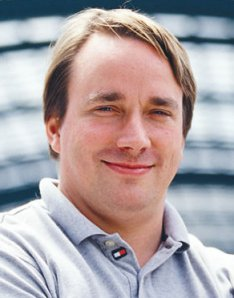
Linus Torvalds

Tutte le distribuzioni sono sviluppate in maniera indipendente, da relative community, a partire dal kernel Linux comune (sia pur in versioni diverse e spesso personalizzate), e si differenziano tra loro per il cosiddetto "parco software", cioè i pacchetti preparati e selezionati dagli sviluppatori per la distribuzione stessa, per il sistema di gestione del software, i repository e per i servizi di assistenza e manutenzione offerti. Una tipica distribuzione comprende, in ordine crescente di astrazione, le seguenti componenti software, oltre alle relative documentazioni tecniche e manuali:
- un sistema di base, composto dal kernel Linux e dalle relative librerie di programmazione e utilità di sistema, principalmente parte di GNU.
- strumenti amministrazione della distribuzione, come il sistema di gestione dei pacchetti con relativi repository;
- le shell, cioè i software di interfaccia con l'utente: oltre al terminale a riga di comando può essere incluso un'interfaccia grafica, cioè un ambiente desktop o un più semplice gestore delle finestre, in funzione sopra l'X Window System, almeno per ciò che riguarda le distribuzioni per desktop computer (quelle per sistemi server non hanno interfaccia grafica per motivi di compattezza e velocità). Ogni distribuzione in genere monta di default una sua interfaccia grafica, poi ampiamente personalizzabile con altri ambienti desktop liberamente disponibili.
- un grande insieme variabile di programmi basati sul kernel Linux, inclusi sotto forma di pacchetti e solitamente distribuiti con licenza d'uso di tipo libero (es. pacchetti GNU) o open source, ma non mancano casi di freeware o altre licenze commerciali; a questi si aggiungono i programmi applicativi, come suite per ufficio, navigatore web o gestori d'informazioni personali, elaboratori di testo, fogli di calcolo, riproduttori multimediale, client di posta elettronica, PIM, ecc...;.

La quasi totalità del software incluso è FOSS (Free and Open Source Software - Software libero Open Source) che è distribuito dagli sviluppatori sia in forma precompilata che come codice sorgente, cosa che permette agli utenti di modificare e ricompilare il codice originale a proprio piacimento. Una parte del software incluso in alcune distribuzioni può essere proprietario e non disponibile sotto forma di sorgenti.
Molte distribuzioni forniscono un sistema di installazione simile a quello di altri moderni sistemi operativi. Distribuzioni self-hosting come Gentoo Linux forniscono il codice sorgente di tutto il software ed includono le versioni eseguibili solo di un kernel base, compilatore e programma di installazione; questo programma compila tutto il software per la specifica architettura del computer dell'utente.

### Scelta della distribuzione

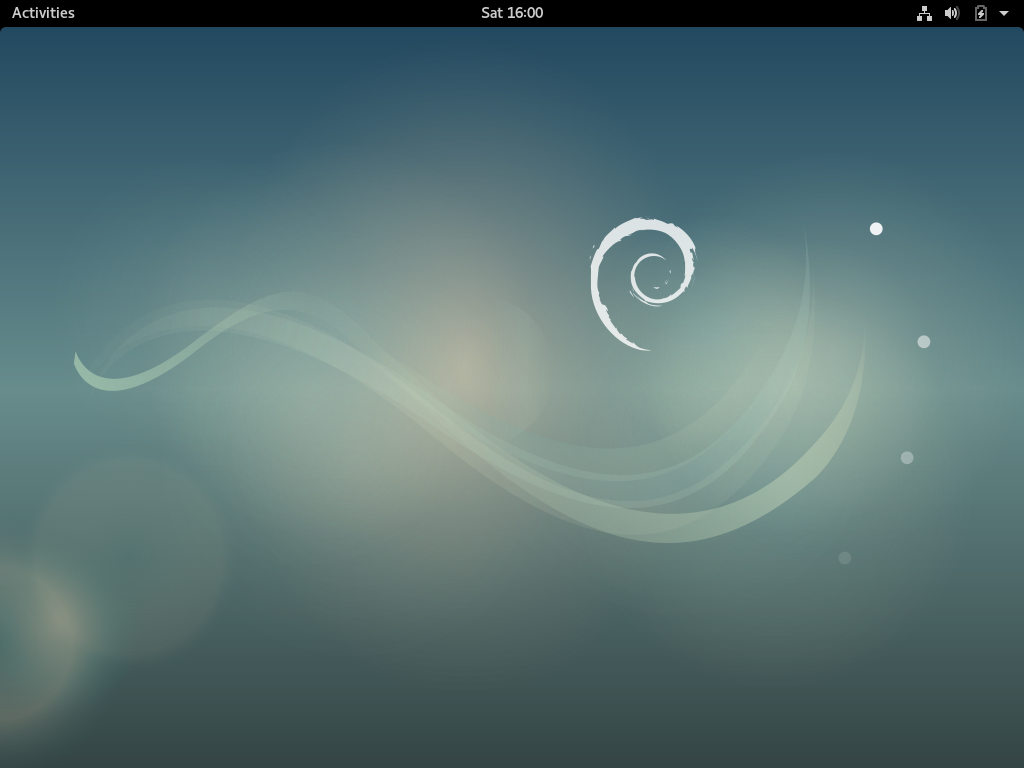
Debian

Le differenze tra le varie distribuzioni Linux sono di carattere tecnico, organizzativo e filosofico. Le prime consistono in un diverso supporto dei dispositivi hardware e nella configurazione del sistema operativo e dei pacchetti software. Le seconde sono spesso motivate da scelte tecniche, ma anche da ragioni storiche e/o filosofiche. Il sito web DistroWatch offre una panoramica di tutte le distribuzioni Linux più note, attive o meno, e mantiene una classifica delle distribuzioni, usando il page view come misura della popolarità relativa.

### Installazione
Il più comune metodo di installazione avviene tramite bootstrap da un CD contenente il programma di installazione ed altro software. Questi CD possono essere masterizzati a partire da un file di immagine ISO, comprati a piccolo costo, o ottenuti come parte di un pacchetto che include anche manuali e software commerciale addizionale. Alcune distribuzioni come Debian possono essere installate a partire da un ristretto numero di floppy disk. In seguito, una volta installato il sistema di base, è possibile integrarlo ottenendo i restanti pacchetti da internet o da CD. L'installer Anaconda, uno dei programmi di installazione più usati, è implementato in Red Hat, Fedora ed altre distribuzioni per semplificare il processo di installazione.

Ancora un altro modo per installare Linux è installarlo su un potente computer che funga da server ed usare macchine meno potenti (magari senza disco rigido, con meno memoria ed una CPU più lenta) come client "stupido" della rete. I client possono eseguire il bootstrap attraverso la rete, mostrando i risultati e passando informazioni al server sul quale girano tutte le applicazioni. I client possono essere normali PC con l'aggiunta di un bootloader di rete sotto forma di software inserito in un drive oppure integrato nel controller di rete, cosicché parte del carico del server può essere trasferito sulla macchina client. Il risparmio economico derivante invece dall'uso di client stupidi può invece essere sfruttato per incrementare lo potenza di elaborazione o di immagazzinamento dati del server. 

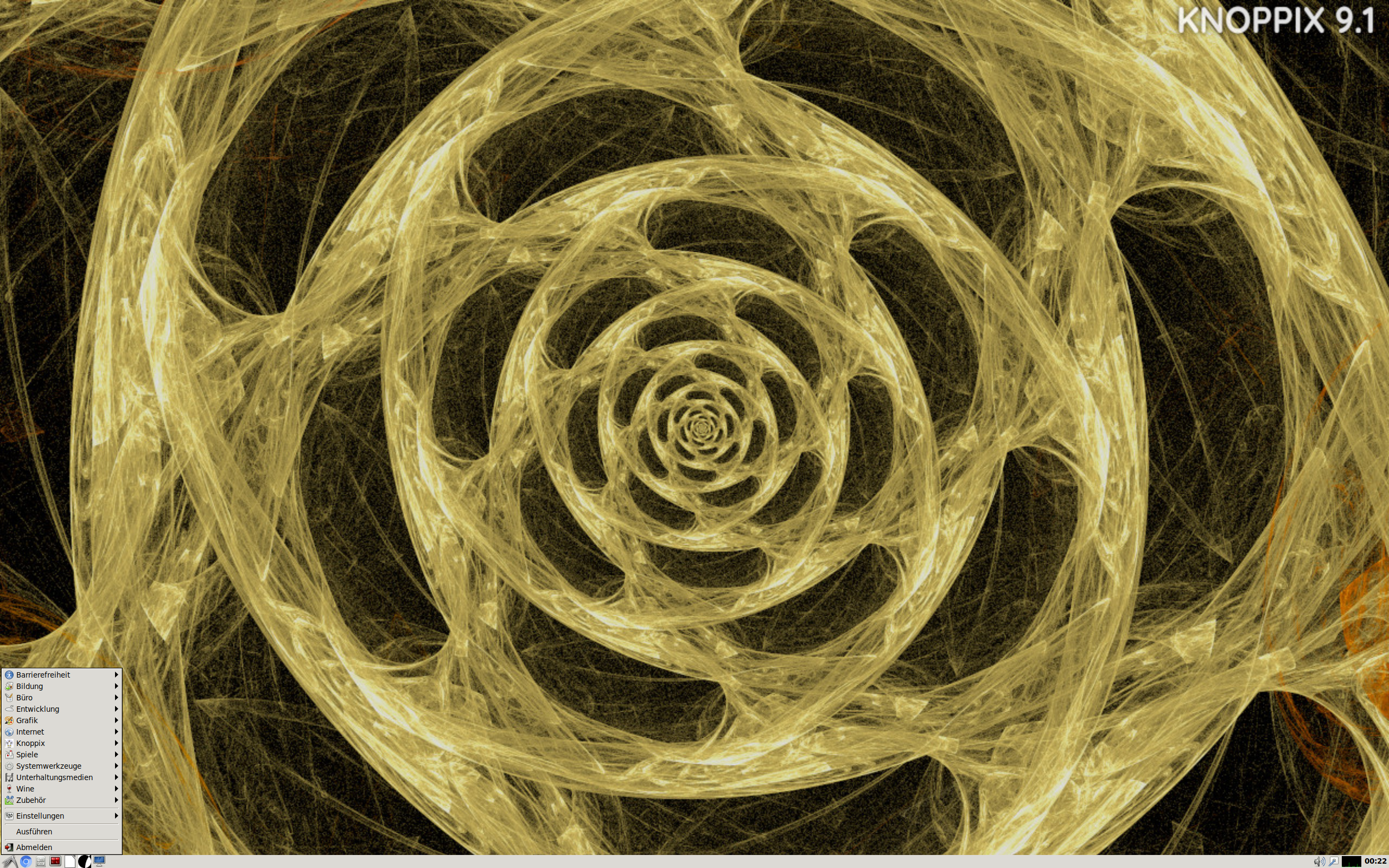
Knoppix

Alcune distribuzioni offrono grandi possibilità di configurare e personalizzare praticamente tutto il software incluso, ma non tutte. Alcune distribuzioni includono strumenti di configurazione per coadiuvare questo processo, ma è importante ricordare che tali personalizzazioni sono tipicamente così specifiche che non è possibile per nessuno, inclusi i progettisti delle distribuzioni, preconfigurare il software fornito per le specifiche esigenze di ognuno. Come tutti i sistemi operativi, Linux e le sue distribuzioni richiedono delle operazioni di amministrazione e configurazione ai propri utenti/operatori/proprietari. Quello in cui i soggetto che creano distribuzioni di Linux differiscono dai venditori degli altri sistemi operativi consiste nel che i primi non affermano esplicitamente che "nessuna operazione di amministrazione è richiesta". Questa onestà può preoccupare utenti potenziali che vengono convinti dalle dichiarazioni pubblicitarie degli altri sistemi.
Sostituendo tutto ciò che è contenuto in una distribuzione, un amministratore può raggiungere uno stato "distribution-less", cioè privo di distribuzione, nel senso che tutto viene così distribuito sotto forma di sorgenti, compilato, configurato ed installato localmente. È possibile costruire un sistema di questo tipo da zero, senza bisogno di alcuna distribuzione di partenza. C'è solo bisogno di un modo di generare i primi binari finché il sistema non diventa self-hosting (capace di generare se stesso). Questo può essere fatto tramite la compilazione su un altro sistema capace di produrre codice eseguibile per la macchina di destinazione (anche attraverso la cross-compilazione). Una guida per costruire un sistema simile è ad esempio Linux From Scratch.

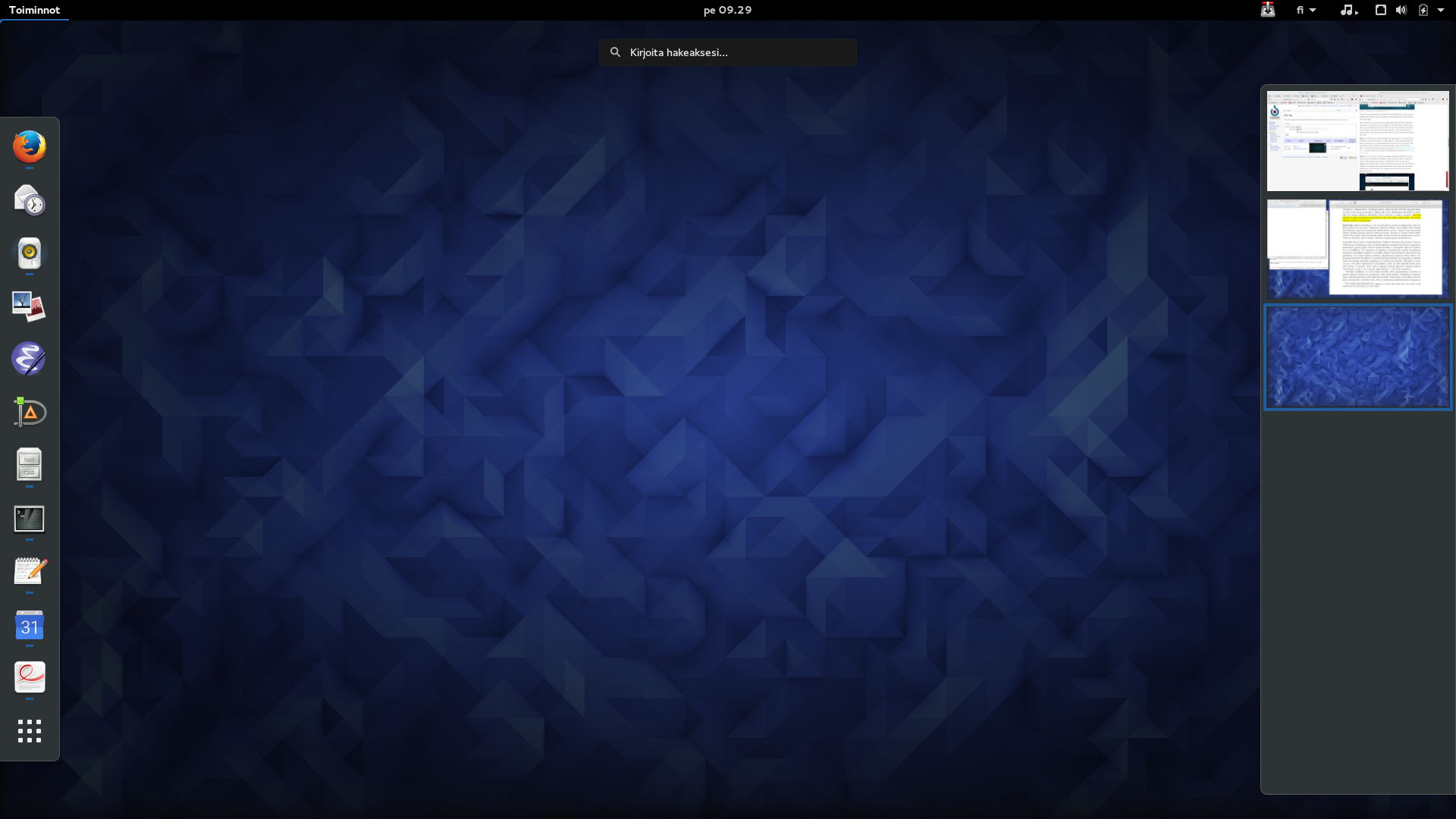
Fedora

Ci sono anche alcune distro pensate per risiedere su una memoria USB, permettendo all'utente la portabilità totale del proprio sistema in uno spazio minuscolo (una chiave USB, ad esempio) senza la necessità di portarsi in giro altro hardware. Ovviamente per poter usare tali sistemi è comunque necessario un PC che permetta il boot dalle porte USB. Alcune, tra le più diffuse, distribuzioni di questo tipo sono Puppy Linux e Damn Small Linux.

#### Installazione su piattaforma preesistente
Alcune distribuzioni, come WinLinux, permettono all'utente di installare Linux su un sistema operativo preesistente. Linux viene installato su una partizione Windows dell'hard-disk e viene eseguito all'interno di Windows stesso. Un altro esempio di questo tipo di approccio è rappresentato da coLinux.
Anche le Macchine virtuali (ad esempio VirtualBox, Virtual PC, qemu o VMware Workstation) consentono l'esecuzione di Linux dall'interno di un altro sistema operativo. I software VM simulano una macchina nel quale viene installato Linux. Dopo aver fatto ciò, la macchina virtuale può essere avviata proprio come fosse un computer indipendente.

### Interfacce grafiche
Tra le interfacce grafiche più comuni utilizzate troviamo GNOME, KDE, MATE, LXDE, Xfce ecc...

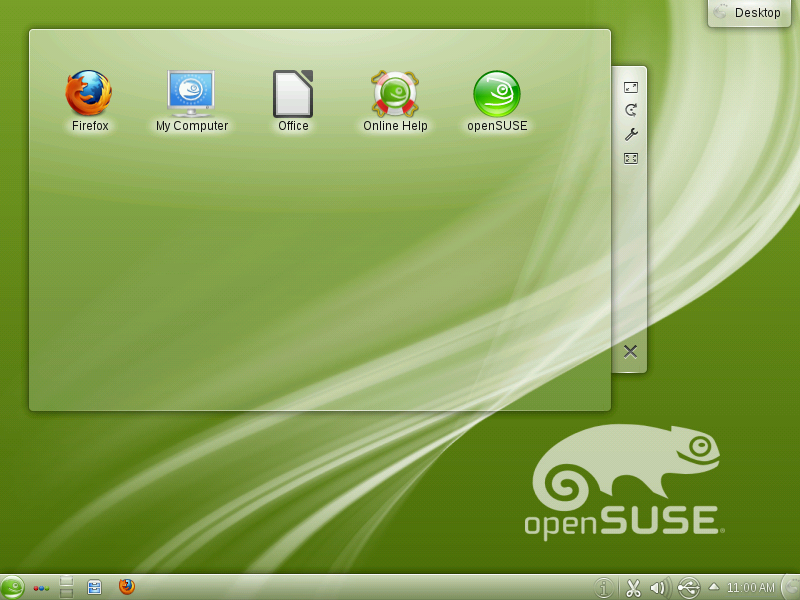
OpenSUSE

### Gestione dei pacchetti software
Le distribuzioni sono normalmente composte da "pacchetti" (packages), ed ognuno di essi contiene una specifica applicazione o componente: ad esempio, ci possono essere pacchetti contenenti una libreria per la gestione del formato di immagini PNG, oppure una serie di font, o un browser web.
Un pacchetto è normalmente fornito come codice compilato, e la sua installazione o rimozione è gestita in maniera più sofisticata rispetto a un semplice programma di archiviazione come tar. Il programma preposto a queste funzioni è detto il sistema di gestione dei pacchetti (package management system o PMS) della distribuzione. Ogni pacchetto dedicato a un PMS contiene delle meta-informazioni come descrizione, versione, dipendenze, ecc. Il sistema di gestione dei pacchetti tiene in considerazione queste meta-informazioni per permettere ricerche, aggiornamenti automatici a versioni più aggiornate, per controllare che tutte le dipendenze di un pacchetto siano soddisfatte e/o soddisfarle automaticamente.
I formati dei pacchetti nelle distribuzioni GNU/Linux sono generalmente:
- RPM — originariamente introdotto da Red Hat ma adesso usato in molte distribuzioni, anche basate e/o derivate da quest'ultima.
- deb — DEBian package, originariamente introdotto da Debian ma anche usato da altri come Knoppix e Ubuntu.
- .tgz o tar.gz — standard Tar + gzip - a volte con ulteriori file di controllo — formato usato da Slackware ed Arch Linux ed altri, o a volte per la distribuzione di pacchetti molto semplici "fatti in casa".

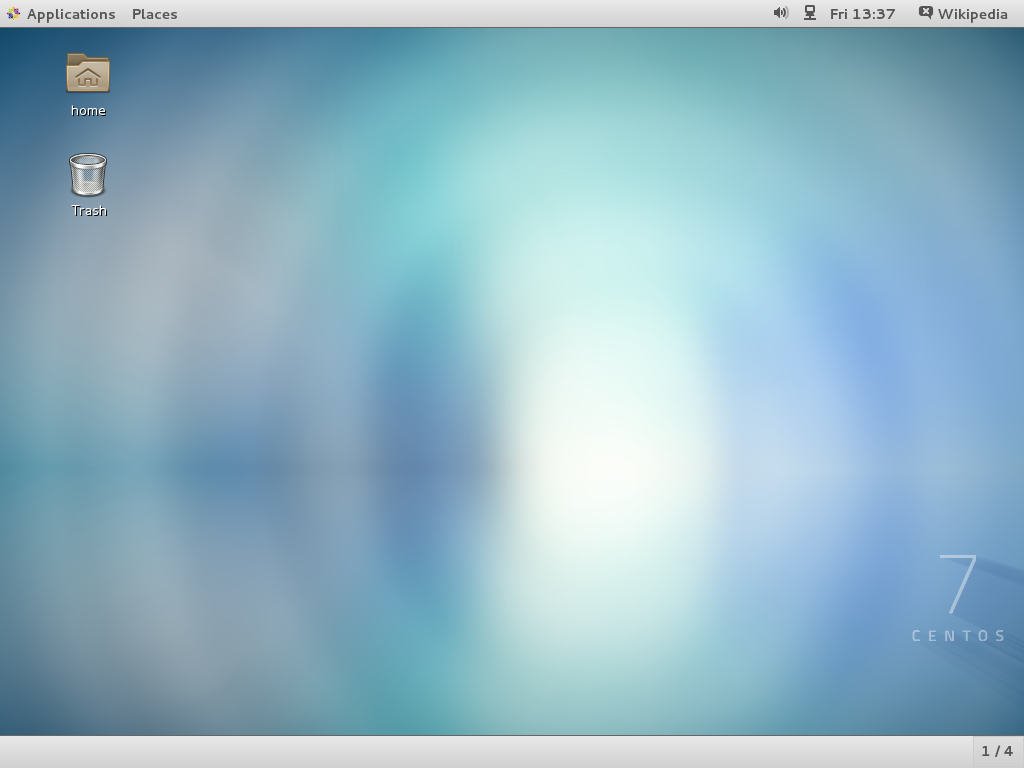
CentOS

- ebuild — file contenente informazioni su come ottenere, compilare ed installare un pacchetto nel sistema Portage di Gentoo Linux attraverso il comando emerge. Tipicamente queste sono installazioni basate sulla compilazione di sorgenti, nonostante anche alcuni pacchetti binari possano essere installati in questo modo.
- recipe — file contenente informazioni su come ottenere, decomprimere, compilare ed installare un pacchetto nella distribuzione Gobo Linux. Questo sistema è simile a quello di Gentoo ma più povero di funzionalità.
- ABS — acronimo di "Arch Build System", permette di creare pacchetti.pkg.tar.gz installabili per Arch partendo dal codice sorgente.

È presente inoltre la possibilità di compilare in proprio le applicazioni direttamente dal sorgente disponibili, qualora non siano disponibili i binari precompilati. Sebbene la compilazione spesso comporti alcune difficoltà è possibile che l'applicazione mostri un incremento delle prestazioni. Seguendo questa logica alcune distribuzioni (es. Gentoo) offrono la possibilità di compilare l'intero sistema operativo
Anche se le distribuzioni Linux tipicamente contengono molto più software dei sistemi operativi proprietari, è pratica comune per gli amministratori di sistema installare del software non incluso nella distribuzione. Un esempio potrebbe essere una versione di un'applicazione più nuova rispetto a quella fornita con la distribuzione, oppure un'applicazione alternativa rispetto a quella predefinita (ad es. KDE invece di GNOME o viceversa). Se il software da installare è fornito sotto forma di sorgenti, è necessaria una compilazione locale. Tuttavia, se viene installato del software aggiuntivo, lo "stato" del sistema locale può perdere la sincronia con lo stato del database del sistema di gestione dei pacchetti. Se questo avviene, l'amministratore locale deve prendere dei provvedimenti per assicurare che tutto il sistema si mantenga correttamente aggiornato, in quanto il package manager non sarà più in grado di farlo automaticamente.
Molte distribuzioni installano i pacchetti, inclusi il kernel ed altre componenti del sistema operativo, in una configurazione predeterminata. Poche ormai richiedono o addirittura permettono modifiche alla configurazione al momento della prima installazione. Questo rende l'installazione stessa meno complessa, specialmente per gli utenti più inesperti, ma non è sempre accettabile. Per alcuni scopi specifici, parte del software deve essere configurato con accuratezza per essere utilizzato, per lavorare correttamente insieme ad altri programmi, o per essere sicuro. Per questo motivo gli amministratori locali sono spesso obbligati a spendere del tempo per controllare e riconfigurare il software.

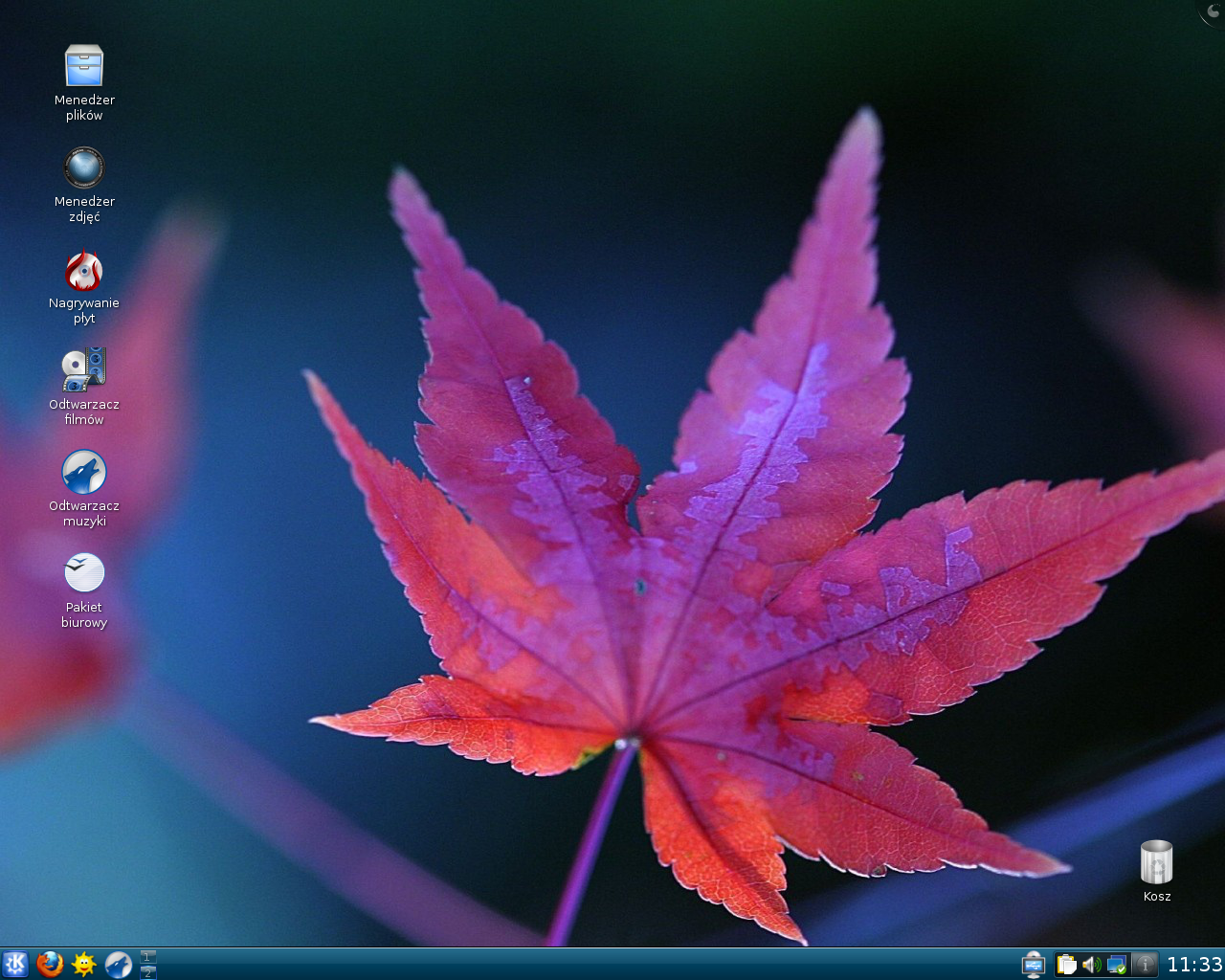
Mandriva Linux

### Repository
Ciascuna distribuzione si appoggia a propri repository o a repository comuni a più distribuzioni, utilizzati congiuntamente al gestore di pacchetti per l'aggiunta di software.

### Interoperabilità e compatibilità tra distribuzioni
Il Free Standards Group è un'organizzazione formata dai maggiori produttori di software ed hardware il cui obiettivo è di migliorare l'interoperabilità tra le diverse distribuzioni. Tra gli standard proposti c'è il Linux Standard Base che definisce una comune ABI (Interfaccia Binaria per le Applicazioni), un unico sistema di pacchettizzazione ed una struttura per il file system che preveda le stesse convenzioni sui nomi e le stesse directory basiliari in ogni sistema Linux. Questi standard, al momento, restano comunque poco diffusi anche tra le distribuzioni sviluppate dagli stessi produttori membri dell'organizzazione.

## Esempi

### Distribuzioni più popolari

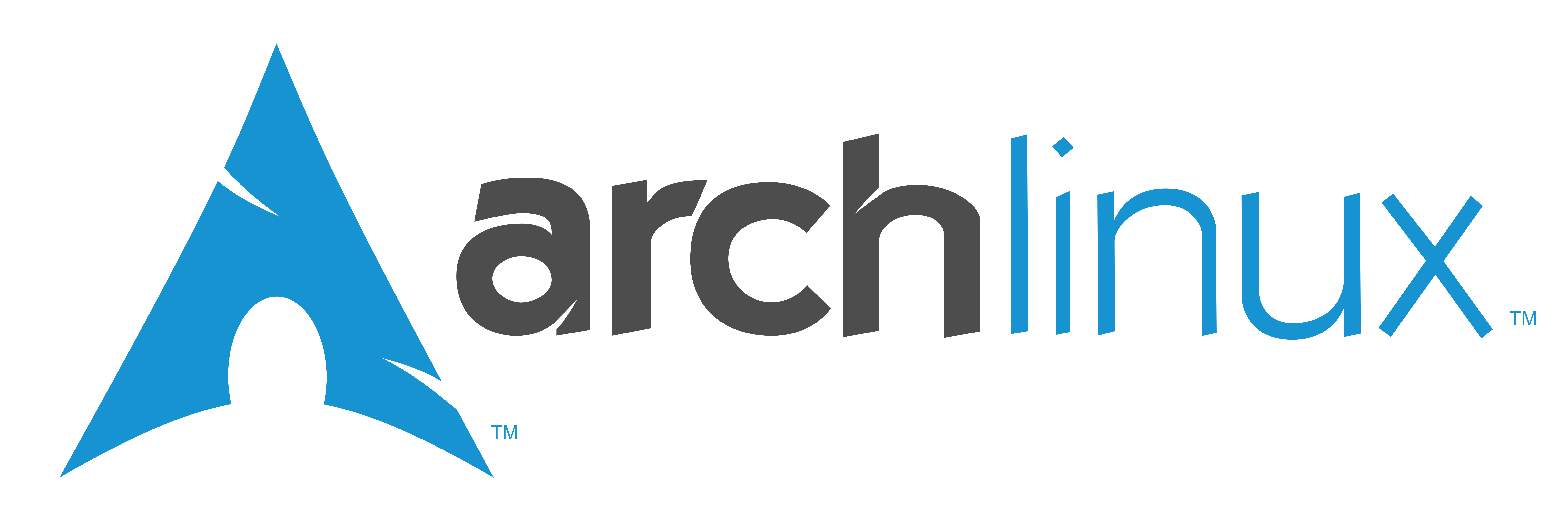
Logo ArchLinux

Di seguito è riportata una lista delle distribuzioni più popolari.
- Arch Linux: è una distribuzione a rilascio continuo, minimalista, veloce, leggera ed altamente personalizzabile. È poco adatta all'utenza comune, visto che l'installazione predefinita non prevede né l'ambiente desktop, né il server X, ed quindi è necessario utilizzare l'interfaccia a riga di comando per le procedure di compilazione ed installazione dei vari software applicativi. Da esso derivano Manjaro, Antergos, Anarchy ed altri derivati che permettono un'installazione automatizzata
- AlmaLinux: è una distribuzione Linux gratuita e open source, inizialmente creata da CloudLinux, per garantire supporto anche in ambito aziendale, compatibile con Red Hat Enterprise Linux (RHEL).
- Antergos: è una distribuzione Linux discontinuata basata su Arch Linux. Utilizza l'ambiente desktop di GNOME 3 di default, ma può anche impiegare Cinnamon Cinnamon, MATE, KDE Plasma 5, Xfce, Deepin Desktop Environment e Openbox.
- CentOS: orientata al mercato aziendale, è derivata da Red Hat Enterprise Linux e mira ad offrirne un sostituto compatibile, libero e gratuito.
- Chakra: distribuzione che mira ad offrire un sistema completo, è orientata al principio KISS ed incentrata sull'ambiente desktop KDE e le librerie Qt.
- Debian: è una distribuzione contenente solo software libero, sostenuta da una comunità di volontari da tutto il mondo. È la madre di molte distribuzioni e viene usata come base per tantissimi altri sistemi operativi.

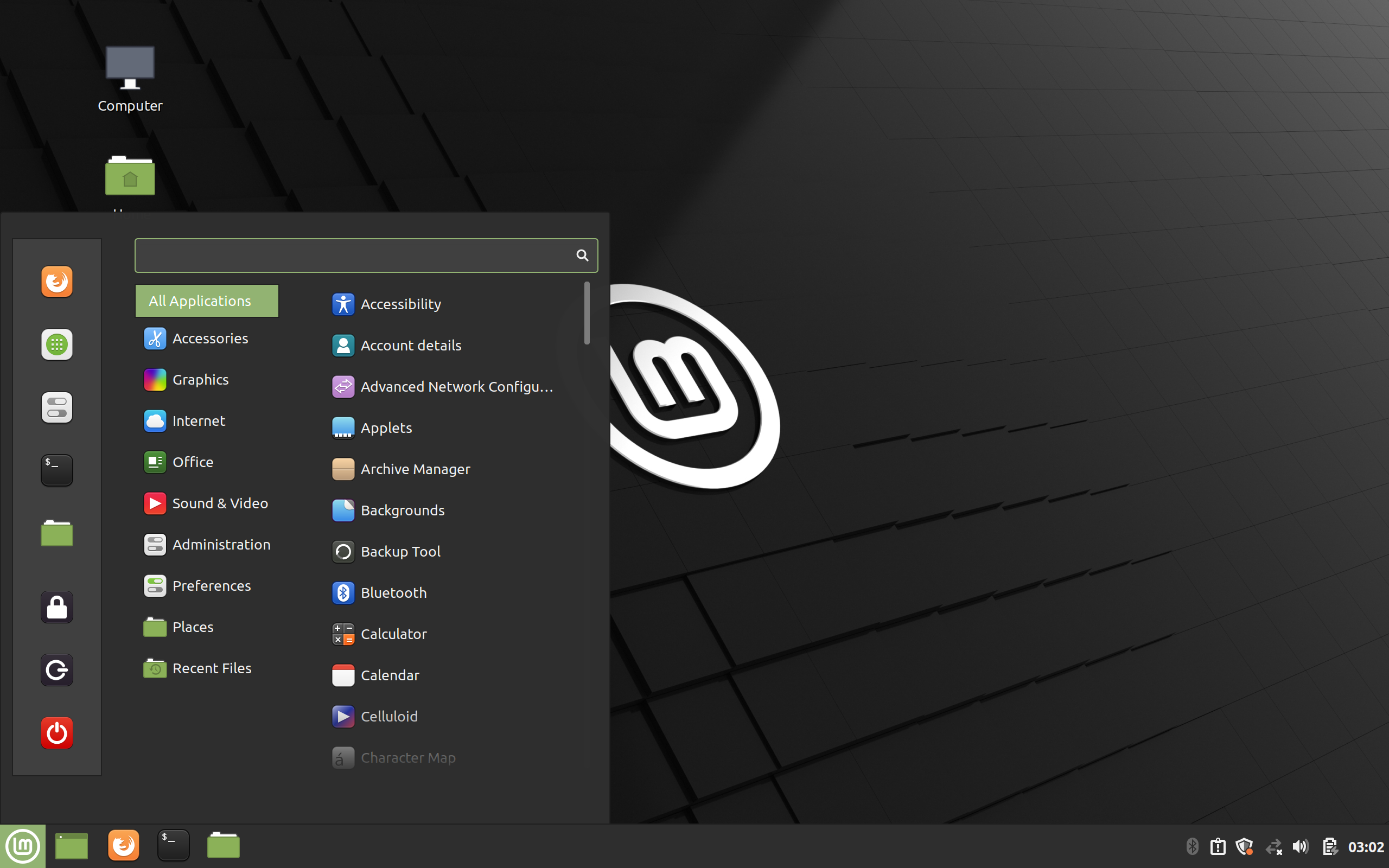
Linux Mint

- Fedora: distribuzione realizzata in stretta collaborazione con la comunità GNU/Linux, è sponsorizzata da Red Hat.
- Gentoo: distribuzione dedicata agli utenti esperti, è nota per il suo sistema di gestione dei pacchetti che permette di installare le applicazioni direttamente dal codice sorgente.
- Knoppix: è la prima distribuzione live CD avviabile da dispositivi rimovibili, senza bisogno di alcuna installazione.
- Linux Mint: molto probabilmente la distro Linux più popolare e diffusa, basata su Ubuntu, è equipaggiata di default con codec proprietari ed è disponibile con ambiente desktop Cinnamon, MATE o Xfce, che sostituiscono Unity.
- Linux Mint Debian Edition (LMDE): è la versione di Linux Mint basata direttamente su Debian e con aggiornamenti continui.
- Linux XP: era una distribuzione del tutto somigliante al sistema operativo Microsoft Windows XP.
- Mandriva Linux: originariamente chiamata Mandrake Linux, punta all'utilizzo da parte degli utenti meno esperti con un sistema facile da utilizzare.
- Mageia: è una associazione senza scopo di lucro e di una distribuzione GNU/Linux derivata da Mandriva Linux.
- Manjaro Linux: una distribuzione distribuzione basata su Arch Linux, che supporta ufficialmente gli ambienti desktop Xfce, KDE Plasma o GNOME.
- PCLinuxOS: inizialmente basata su Mandriva Linux e successivamente evolutasi in distribuzione indipendente, è nata da un progetto mirato ad ampliare i pacchetti presenti in Mandriva. È indirizzata essenzialmente all'utenza desktop.
- Red Hat Linux: creata dalla Red Hat, è stata una distribuzione Linux, cioè un sistema operativo basato su GNU/Linux, sviluppata dal 1995 al 2004.

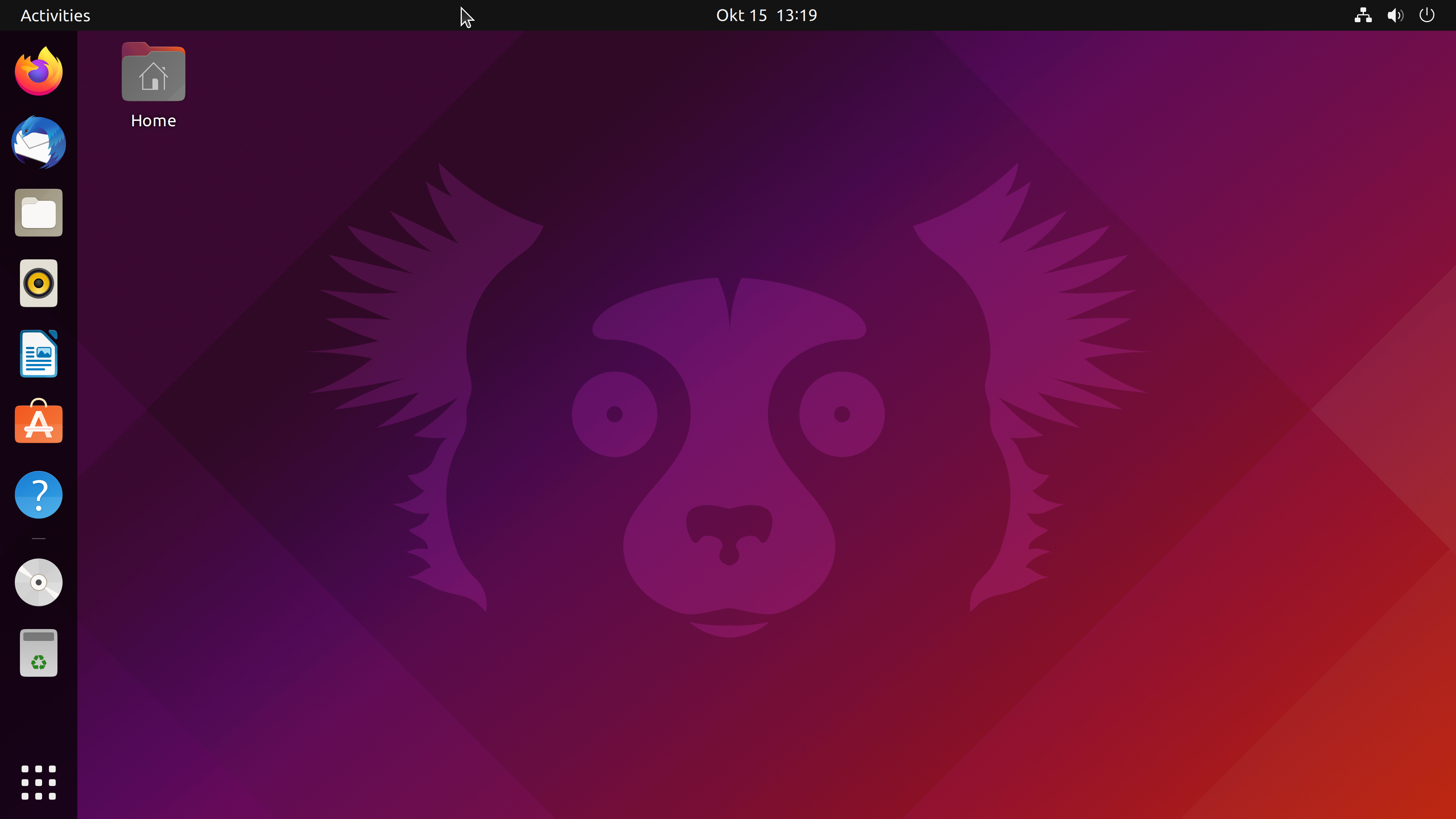
Ubuntu

- Red Hat Enterprise Linux: è una distribuzione commerciale direttamente sviluppata da Red Hat, orientata al mercato aziendale.
- Rocky Linux: è una distribuzione Linux, basata su Red Hat Enterprise Linux (RHEL), sviluppata da Rocky Enterprise Software Foundation. Come ambiente desktop predefinito fa uso di GNOME.
- Sabayon: basata su Gentoo e creata da un progetto italiano, mirava ad offrire un sistema completo e ricco di pacchetti.
- OpenMandriva: distribuzione con origini in Francia, libera e indipendente (non basata su alcuna altra distribuzione), discendente da Mandriva Linux. È sviluppata e mantenuta dall'Associazione senza scopo di lucro e dalla Comunità OpenMandriva.
- openSUSE: creata da sviluppatori volontari, è sponsorizzata da Novell.
- SUSE Linux: è la versione commerciale di openSUSE sviluppata da Novell.
- Slackware: una delle distribuzioni più longeve (nata nel 1993), è essenziale ed elegante ed è oggi una delle più apprezzate e utilizzate dall'utenza esperta per la sua alta stabilità.
- Ubuntu: attualmente la distribuzione più diffusa, è basata su Debian e si propone di offrire un sistema operativo completo e semplice da utilizzare, sfrutta il desktop environment GNOME, dopo aver usato per un breve periodo Unity. Le derivate ufficiali presentano software preinstallato diverso e/o un diverso desktop environment.
  - Kubuntu, equipaggiata con il desktop environment KDE;
  - Xubuntu, equipaggiata con il desktop environment Xfce;
  - Lubuntu, equipaggiata con il desktop environment LXQt ed adatta a PC molto vecchi e poco performanti;
  - Edubuntu, orientata principalmente all'utilizzo in ambito scolastico;
  - Ubuntu GNOME, equipaggiata con il desktop environment GNOME;
  - Ubuntu Studio, equipaggiata con programmi utili a creare musica, video e grafica;
  - Ubuntu MATE, equipaggiata con il desktop environment MATE ed adatta anche a PC non recenti.

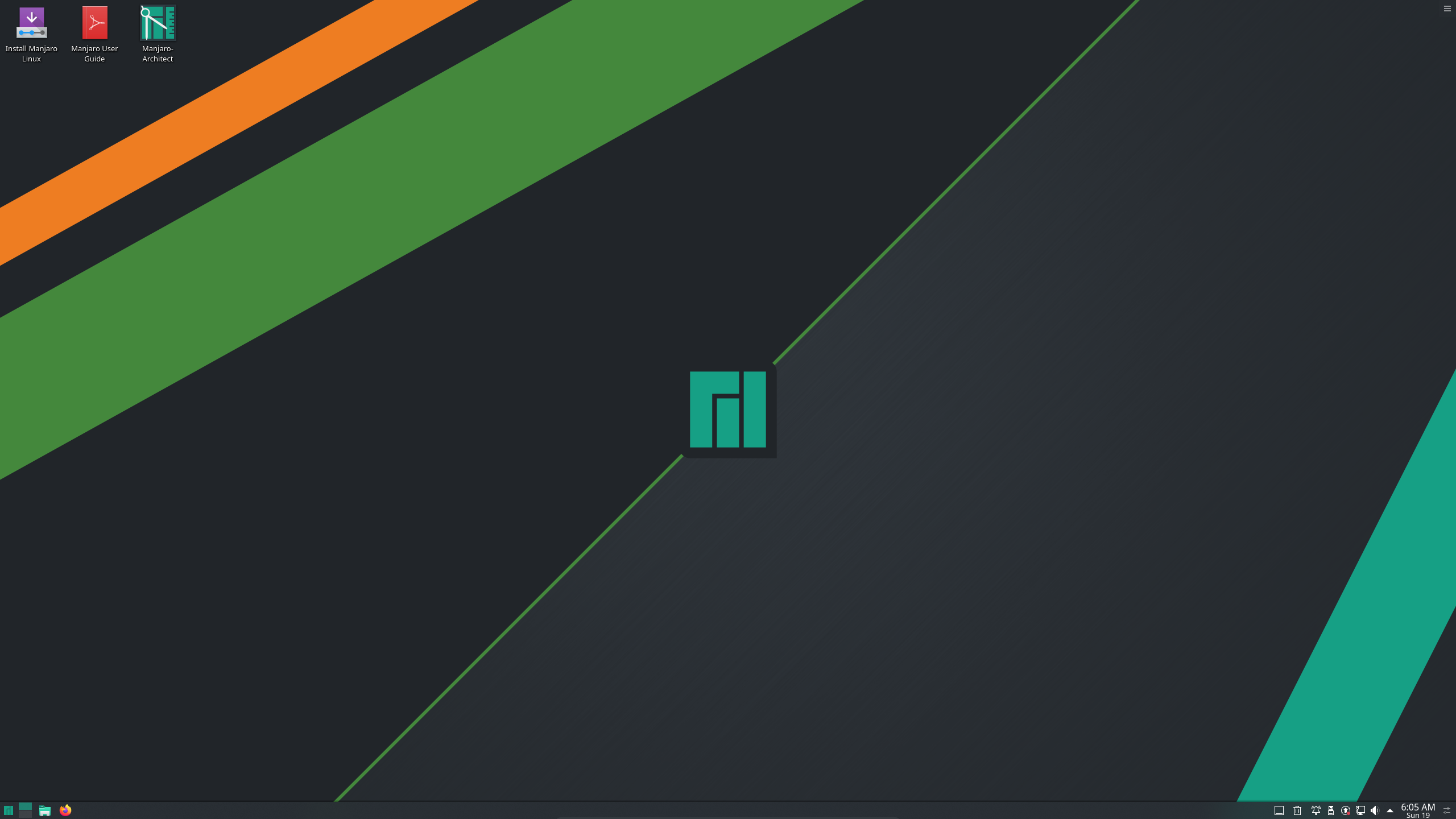
Manjaro Linux

### Distribuzioni completamente libere
La maggioranza delle distribuzioni Linux non contiene esclusivamente software libero, ma anche, in misura ridotta, software proprietario (ad esempio driver, codec, tool e applicazioni), spesso per mancanza di software libero ugualmente funzionale. Tuttavia alcune distribuzioni hanno scelto di non includere software proprietario e di utilizzare Linux-libre, una versione del kernel Linux completamente libera. Infatti Linux contiene parti di codice oscurate e sotto licenze non libere.
La Free Software Foundation (FSF), sulla base delle Guidelines for Free System Distributions, ha stilato una lista di distribuzioni Linux che contengono esclusivamente software libero.
Lista in ordine alfabetico:
- BLAG[8] (le Brixton Linux Action Group) - Distribuzione Linux basata su Fedora.
- Dragora[9] - Distribuzione indipendente basata sul concetto di semplicità.
- dyne:bolic - Distribuzione specializzata nell'editing di audio e video.
- gNewSense - Distribuzione basata su Debian e Ubuntu e supportata dalla FSF.

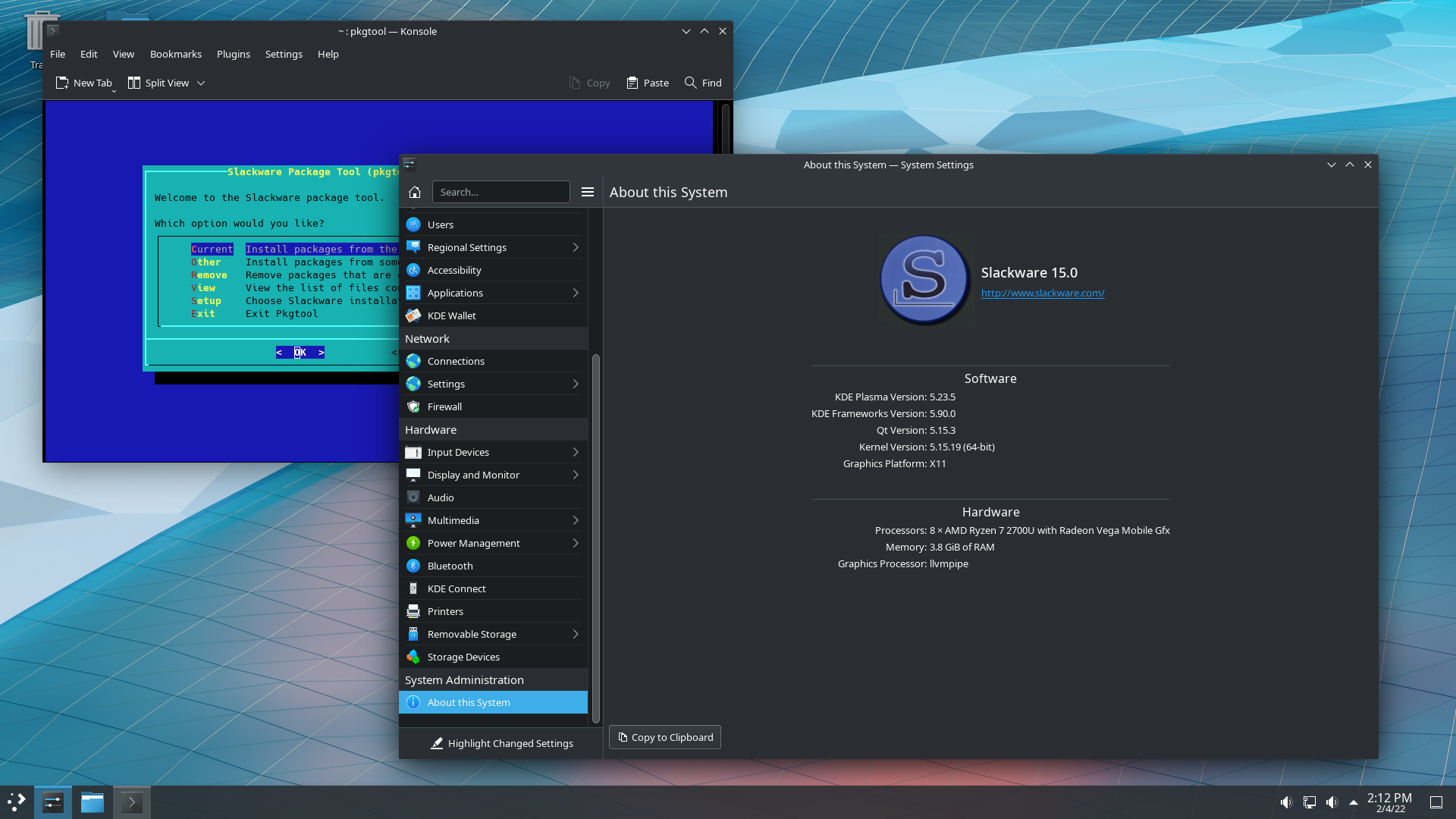
Slackware

- Kongoni[10] - Distribuzione africana.

- Musix[11] - Distribuzione basata su Knoppix, rivolta alla produzione audio.
- Parabola GNU/Linux-libre[12] - Distribuzione basata su Arch che cura particolarmente la semplicità della gestione dei pacchetti e del sistema.
- Trisquel GNU/Linux[13] - Distribuzione orientata alle piccole imprese, agli usi domestici e ai centri educativi. Basata sui rilasci LTS di Ubuntu, è facile da usare, installare e configurare.
- Ututo[14] - Distribuzione basata su Gentoo, è stato il primo sistema Linux completamente libero riconosciuto dal Progetto GNU.
- Venenux[15] - Distribuzione rivolta principalmente ad utenti latinoamericani.

### Distribuzioni per bambini
Si tratta di distribuzioni che forniscono raccolte preinstallate di giochi educativi in ambienti adatti a bambini a partire dall'età prescolare (in alcuni casi a partire dai due anni) fino agli inizi dell'adolescenza. Tutte le distribuzioni di questo tipo adattano l'ambiente da un punto di vista grafico, ed alcune semplificano anche in maniera consistente le modalità di utilizzo dell'ambiente. Normalmente vengono fornite anche delle raccolte di giochi di esclusivo divertimento, ma a volte vengono preinstallati anche dei programmi per sviluppare la creatività.
Non di rado vengono integrati dei filtri famiglia per proteggere i bambini dall'ottenimento di pagine inappropriate durante la navigazione in Internet. I giochi educativi inclusi non differiscono molto tra una distribuzione e l'altra, e comprendono giochi per l'apprendimento dell'uso del mouse e della tastiera, dell'alfabeto e delle sillabe, dei numeri e delle operazioni, di abilità di memorizzazione e ragionamento, fino ad attività più complesse come lo studio della geografia e delle scienze.
Ecco alcune delle distribuzioni per bambini attualmente esistenti:

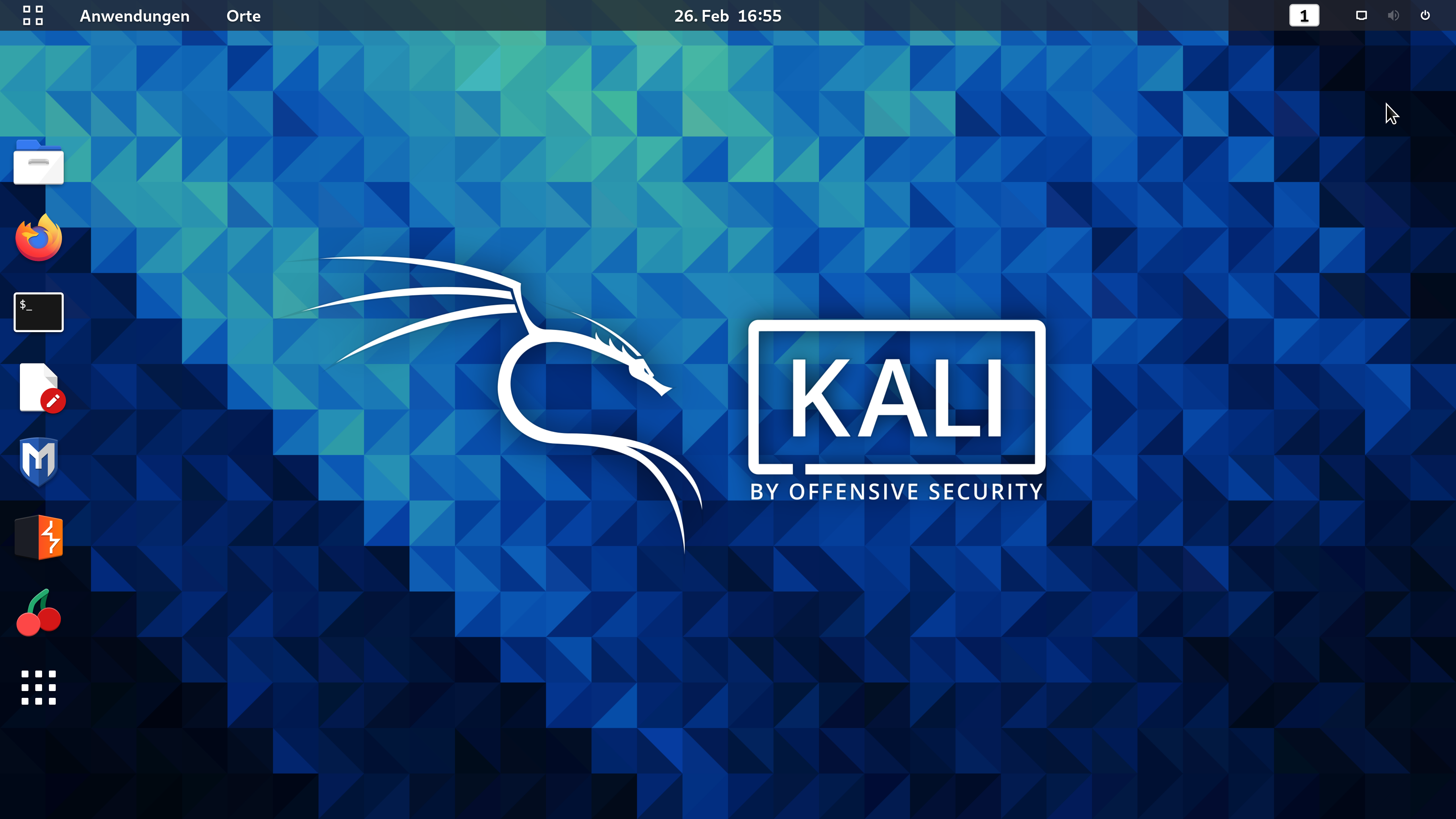
Screnshot di Kali Linux, distribuzione Linux deputata alla sicurezza informatica

- DoudouLinux - Distribuzione basata su Debian e multilingue, fa della semplicità d'uso e della adattabilità all'età del bambino i suoi punti di forza. Le attività più semplici sono utilizzabili a partire dai due anni, mentre i bambini più grandi troveranno tra le altre cose semplici programmi per lo sviluppo della creatività e navigheranno in internet protetti da un filtro famiglia. In arrivo anche uno strumento per la limitazione da parte dei genitori del tempo di uso del PC. Non richiede l'installazione, potendo essere usata da CD o da chiave USB.
- Edubuntu - Distribuzione basata su Ubuntu e supportata da Canonical.
- Edupup - Distribuzione basata su Puppy Linux.
- Foresight kids - Distribuzione basata su Foresight Linux.
- Linux KidX - Distribuzione basata su Slackware, disponibile in portoghese ed inglese.
- PaiX - Distribuzione basata su Mandriva, è in fase sperimentale.
- Qiko Junior - Distribuzione basata su QiLinux (trasformatasi in Tuga). La casa madre che la rilasciava (non scaricabile gratuitamente e provvista anche di un manuale d'uso cartaceo) è fallita.
- Qimo 4 kids - Distribuzione basata su Ubuntu e multilingue, è una distribuzione completa ed in avanzato stadio di sviluppo, che può essere anche installata come desktop environment aggiuntivo su una distribuzione Ubuntu preesistente. Non avendo sviluppato consistenti semplificazioni dell'interfaccia e delle modalità d'uso potrebbe però risultare un po' ostica per i bambini più piccoli.

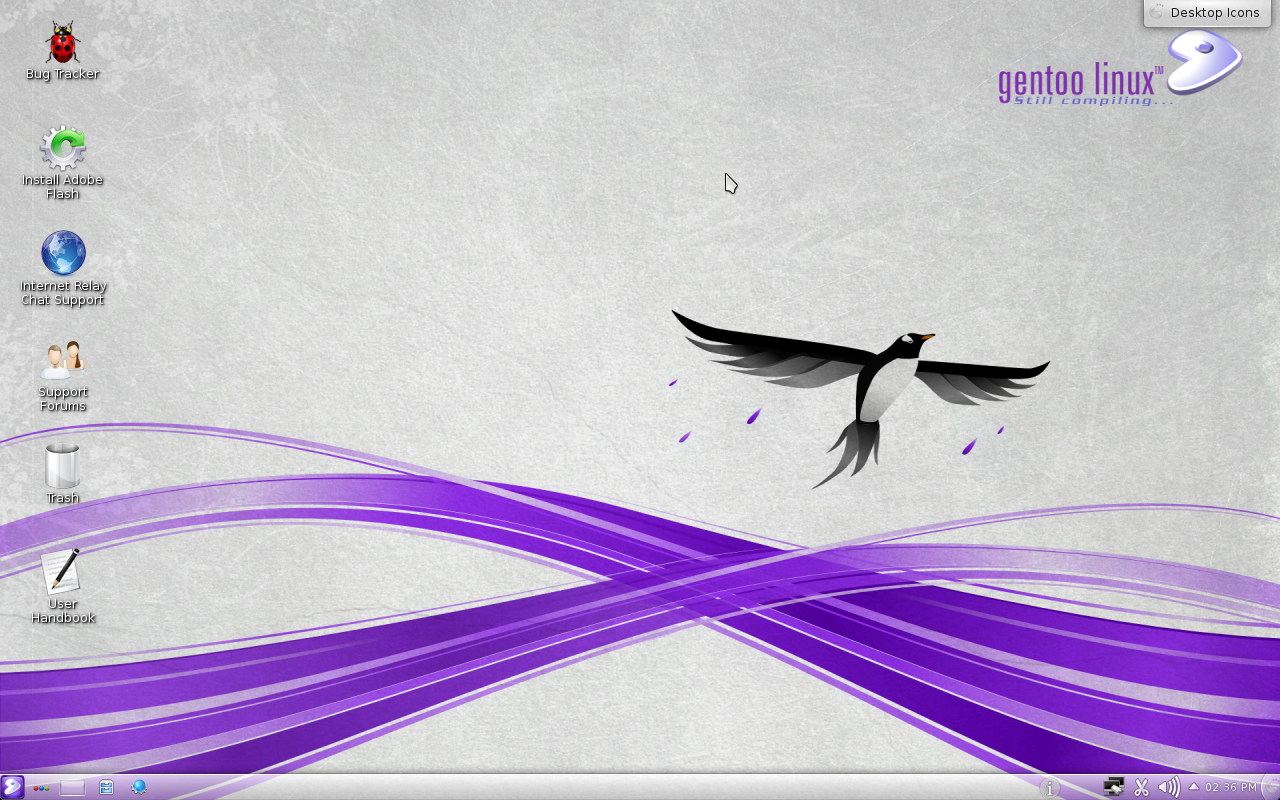
Gentoo Linux

- Trisquel EDU[16] - Versione di Trisquel GNU/Linux progettata per essere usata in qualsiasi scuola.
- Trisquel TOAST - TOAST, o "Trisquel On A Sugar Toast", è un'edizione del sistema operativo completamente libero Trisquel GNU/Linux che usa l'ambiente didattico Sugar. Sugar è l'interfaccia utente sviluppata da SugarLabs per i laptop di "One Laptop Per Child XO" e progettata sui concetti di apprendimento interattivo attraverso l'esplorazione. È stata impiegata con successo in molti paesi e contiene al suo interno un vasto catalogo di attività didattiche.
- UKnowforkids - Distribuzione basata su Arch Linux, disponibile solo in inglese ma con requisiti minimi hardware bassi.

Anche pensate per i bambini sono le distribuzioni appositamente concepite per le scuole, ma esse non sono espressamente concepite per l'uso sul singolo calcolatore domestico, ma piuttosto su reti scolastiche di calcolatori ed inoltre si rivolgono a bambini in età scolare. A tal proposito si veda la pagina Edutainment, dove si troverà anche una lista delle distribuzioni ad uso scolastico.

### DistribuzioniLive CD

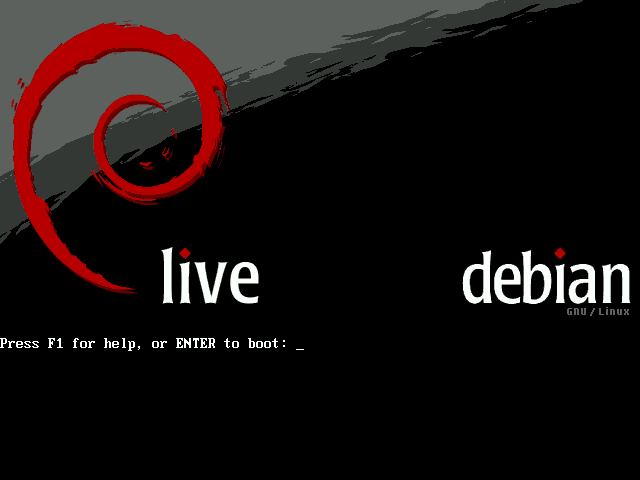
Debian Live CD

A partire dalla seconda metà degli anni 2000 hanno cominciato a diffondersi notevolmente anche distribuzioni cosiddette Live CD, che non richiedono necessariamente un'installazione per l'utilizzo, e il cui bootstrap può avvenire direttamente da un supporto come CD, DVD o anche pen drive, tipicamente usate anche come testing del sistema da parte degli utenti o per indagini di Computer Forensics. Le distribuzioni live per uso server generalmente non hanno interfaccia grafica, ma solo interfaccia a riga di comando.

### Distribuzioni embedded
La possibilità di intervenire sul kernel Linux e la comparsa di molti appassionati ne hanno suggerito l'utilizzo nell'elettronica dei dispositivi integrati. Infatti a partire dal 2009, è possibile reperire apparecchiature commerciali (quali router, smartphone o tablet) dotate di sistemi Linux fortemente ridotti. Esistono anche distribuzioni Linux pensate per essere utilizzate su tali sistemi embedded, ad esempio OpenWRT, FreeWRT, Android (sviluppato da Google), MeeGo, Zeroshell o Ångström.